# Ducati ST2
La Ducati ST2 è una moto da turismo sportivo prodotta dalla Ducati tra il 1997 e il 2003. Nel 2004, è stata sostituita dalla ST3. 

## Descrizione
Il motore della ST2 è stato derivato da quello della Ducati Paso: un classico bicilindrico a L, con distribuzione desmodromica a due valvole e iniezione elettronica Weber-Marelli. 
Al motore originale furono apportate alcune modifiche per renderlo più adatto all'impiego touring: fu incrementato l'alesaggio per portare la cilindrata da 904 a 944 centimetri cubici e fu aumentato il peso del volano.
Il nuovo motore riusciva così ad erogare 83 cavalli di potenza ed una coppia massima di 8,5 kgm a 6500 giri/minuto. 
Il telaio impiegato era di tipo a traliccio tubolare simile a quello della Ducati 916. Anche le sospensioni (forcella Showa e posteriore Sachs), erano di diretta derivazione della Ducati da Superbike ma con una regolazione meno rigida.